# Miro de Canz
Miro de Canz (Canz 1306 o 1336-Sorico, 1381) era un ermitaño y peregrino, perteneciente, según algunos estudiosos, la Tercera Orden Franciscana, venerado como un santo de la Iglesia católica en la región de Como, en particular en Canzo y Sorico. Está conocido como San Mir (en lombardo: pronunciación /sam:i:r/) y San Miro (en italiano).

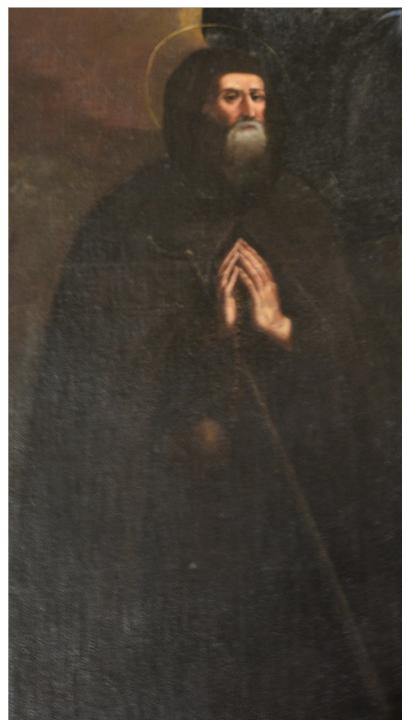
Imagen de san Miro de Canz representado como un peregrino.

El beato Miro (nombre original en lombardo: Mir) nació en Canz en 1336 por Drusilla y Erasmo Paredi. Quedó huérfano con sus padres a una edad temprana, y por eso fue criado por un ermitaño. Después de la muerte de este último, Miro, a los 32 años, comenzó una larga peregrinación a los lugares santos, luego regresando a su pueblo de origen donde se retiró como ermitaño en el lugar donde hoy se levanta la ermita dedicada a él, en el valle del torrente Ravella. Aquí vivió durante muchos años en el ayuno y la oración continua. Su cama era el suelo desnudo, y él comió de la fruta del bosque, apagando su sed en una fuente que manaba de la roca viva gracias a sus oraciones. Y el agua (lluvia), en una sequía, se fue como un regalo para la gente de Canzo, en riconoscimiento del bien recibido. En el proceso de la muerte, desde Canz Miro llegó Onno y después Mandello del Lario cruzando el Lago de Como con su capa como barco. Finalmente llegó a Sorico, donde murió, a 45 años, el día 11 de mayo de 1381.
- Datos: Q3858901
- Multimedia: Saint Miro / Q3858901